# Mounir Zeghdoud
Mounir Zeghdoud (ur. 18 listopada 1970 w Konstantynie) – piłkarz algierski grający na pozycji obrońcy. W reprezentacji Algierii rozegrał 34 mecze.

## Kariera klubowa
Karierę piłkarską Zeghdoud rozpoczął w klubie MO Constantine. W 1988 roku zadebiutował w pierwszej lidze algierskiej. Występował w nim do 1995 roku i wtedy też przeszedł do USM Aïn Beïda. Tam z kolei grał przez dwa sezony i w 1997 roku został piłkarzem USM Algier. Wraz z USM Algier trzykrotnie wywalczył mistrzostwo kraju w latach 2002, 2003 i 2005, dwukrotnie wicemistrzostwo w latach 2001, 2004 i czterokrotnie Puchar Algierii w latach 1997, 1999, 2001, 2003, 2004. W USM Algier grał do 2007 roku i wtedy też odszedł do JSM Bejaïa, z którym w 2008 roku sięgnął po krajowy puchar. W 2009 roku zakończył w JSM Bejaïa swoją sportową karierę.

## Kariera reprezentacyjna
W reprezentacji Algierii Zeghdoud zadebiutował w 1995 roku. W swojej karierze trzykrotnie wystąpił w turnieju o Puchar Narodów Afryki. W 1998 roku zagrał w 3 meczach Pucharu Narodów Afryki 1998: z Gwineą (0:1), z Burkina Faso (1:2) i z Kamerunem (1:2). W 2000 roku był rezerwowym w Pucharze Narodów Afryki 2000 i nie wystąpił w żadnym meczu. Z kolei w 2002 roku zagrał w jednym meczu Pucharu Narodów Afryki 2002: z Liberią (2:2). W kadrze narodowej od 1995 do 2004 roku rozegrał 34 mecze.